# Курако-де-Велес
Курако-де-Велес (исп. Curaco de Vélez) — посёлок в Чили. Административный центр одноимённой коммуны. Население — 891 человек (2002). Посёлок и коммуна входит в состав провинции Чилоэ и области Лос-Лагос.
Территория коммуны — 80 км². Численность населения — 3738 жителей (2007). Плотность населения — 46,73 чел./км².

## Расположение
Посёлок расположен на острове Чилоэ в 120 км на юго-запад от административного центра области города Пуэрто-Монт и в 14 км на восток от административного центра провинции города Кастро.
Коммуна граничит:
- на севере — c коммуной Далькауэ
- на востоке — с коммуной Кинчао
- на юго-западе — c коммуной Кастро

## Демография
Согласно сведениям, собранным в ходе переписи Национальным институтом статистики, население коммуны составляет 3738 человек, из которых 1859 мужчин и 1879 женщин.
Население коммуны составляет 0,47 % от общей численности населения области Лос-Лагос. 100 % относится к сельскому населению и 0 % — городское население.